# LIVE DVD 2 Tokai No Rakuda Special at 大阪城音楽堂
『 LIVE DVD 2 Tokai No Rakuda Special at 大阪城音楽堂』（ライブ・ディーブイディー・ツー・トカイ・ノ・ラクダ・スペシャル・アット・おおさかじょうおんがくどう）は、SUPER BEAVERの2作目のライブ映像作品。2017年12月6日に[NOiD]/murffin discsから発売された。

## 概要
2017年5月13日に大阪城音楽堂にて開催された「SUPER BEAVER 都会のラクダ SP~ラクダキャッスル~」のライブ映像を収録。
自身2作目となる映像作品は、当日のセットリスト22曲をそのままに、さらには当日のアンコール2曲やオフショット等も合わせ約120分を超える作品となる。
ボーカル渋谷龍太書き下ろしによるショートショート(短編小説集)「love。」が同封されている。

## 収録曲
1. 美しい日
  - 10thシングル表題曲
2. 歓びの明日に
  - 4thシングル表題曲
3. うるさい
  - 8thシングル表題曲
4. らしさ
  - 6thシングル表題曲
5. ルール
  - 2ndフルアルバム収録曲
6. 言えって
  - 4thフルアルバム収録曲
7. 赤を塗って
  - 5thフルアルバム収録曲
8. ひなた
  - 1st配信限定シングル表題曲
9. センチメンタル
  - 3rdフルアルバム収録曲
10. home（Acoustic ver.）
  - 3rdミニアルバム収録曲
11. 生活（Acoustic ver.）
  - 4thフルアルバム収録曲
12. 証明
  - 4thフルアルバム収録曲
13. 青い春
  - 9thシングル表題曲
14. あなた
  - 3rdフルアルバム収録曲
15. 人として
  - 5thフルアルバム収録曲
16. 27
  - 5thフルアルバム収録曲
17. →
  - 3rdフルアルバム収録曲
18. 361°
  - 3rdフルアルバム収録曲
19. 東京流星群
  - 4thミニアルバム収録曲
20. 素晴らしい世界
  - 5thフルアルバム収録曲
21. 秘密
  - 5thフルアルバム収録曲
22. 愛する
  - 4thフルアルバム収録曲

≪アンコール≫
1. ありがとう
  - 3rdフルアルバム収録曲
2. 全部
  - 10thシングル表題曲